# Katharina Rensch
Katharina Rensch, po mężu Schirmer (ur. 7 października 1964 w Berlinie) – niemiecka gimnastyczka sportowa reprezentująca NRD. Brązowa medalistka olimpijska z Moskwy (1980) oraz brązowa medalistka mistrzostw świata (1979) w wieloboju drużynowym.

## Osiągnięcia
| Rok                   | Zawody                | Konkurencja           | Konkurencja           | Konkurencja           | Konkurencja           | Konkurencja           | Konkurencja           |
| Rok                   | Zawody                | VT                    | UB                    | BB                    | FX                    | AA                    | Team                  |
| Zawody międzynarodowe | Zawody międzynarodowe | Zawody międzynarodowe | Zawody międzynarodowe | Zawody międzynarodowe | Zawody międzynarodowe | Zawody międzynarodowe | Zawody międzynarodowe |
| --------------------- | --------------------- | --------------------- | --------------------- | --------------------- | --------------------- | --------------------- | --------------------- |
| 1979                  | Mistrzostwa Europy    | 8                     | 7                     |                       | 4                     | 9                     |                       |
| 1979                  | Mistrzostwa świata    |                       |                       |                       |                       |                       | 3                     |
| 1980                  | Puchar świata         |                       |                       |                       | 8                     | 15                    |                       |
| 1980                  | Igrzyska olimpijskie  | 6T QR                 | 9T QR                 | 17T QR                | 10T QR                | 9                     | 3                     |